# Cival
Cival ist der Name einer antiken Maya-Stätte in Guatemala (Mittelamerika). Die Anlage im Departamento Petén war eine Mayastadt mit geschätzt bis zu 10.000 Einwohnern. In der Neuzeit wurde die Anlage erstmals 1984 von Ian Graham wiederentdeckt und kartografiert. Die Ausgrabung unter der Leitung von Francisco Estrada-Belli begann im Jahre 2001. Das höchste Gebäude der Anlage ist eine 27 Meter hohe Stufenpyramide umgeben von Tempeln und Plätzen.
Die zentrale Plaza ist eines der frühesten Beispiele für eine sogenannte E-Gruppe, die die Gestalt des Kerns der Anlage bestimmt und sich später weit verbreitete.